# Annapolis (Missouri)
Annapolis é uma cidade localizada no estado americano de Missouri, no Condado de Iron.

## Demografia
Segundo o censo americano de 2000, a sua população era de 310 habitantes. 
Em 2006, foi estimada uma população de 298, um decréscimo de 12 (-3.9%).

## Geografia
De acordo com o United States Census Bureau tem uma área de 
1,0 km², dos quais 1,0 km² cobertos por terra e 0,0 km² cobertos por água.

## Localidades na vizinhança
O diagrama seguinte representa as localidades num raio de 28 km ao redor de Annapolis. 